# Mesocletodes robustus
Mesocletodes robustus is een eenoogkreeftjessoort uit de familie van de Argestidae. De wetenschappelijke naam van de soort is voor het eerst geldig gepubliceerd in 1965 door Por.